# أبو أحمد بن جحش
أبو أحمد بن جَحْش بن رِيَاب بن يَعْمر بن صَبِرَة بن مُرّة بن كبير بن غَنْم بن دودان بن أسد بن خُزيمة أو: عبد بن جحش هو: أحد صحابة رسول الله ﷺ وأحد السابقين الأولين في الإسلام.

## ترجمة الصحابي أبي أحمد
هو: أبو أحمد بن جحش، واسمه: عبد بن جحش صحابي جليل، وصهر رسول الله ﷺ، أخته السيدة زينب بنت جحش زوجة رسول الله محمد ، وأمّه أميمة بنت عبد المطّلب بن هاشم بن عبد مناف بن قُصّي.

### إسلامه
أسلم أبو أحمد بن جحش مع أخويه عبد الله وعبيد الله قبل أن يدخل رسول الله ﷺ دار الأرقم يدعو فيها.

### هجرته
يعتبر مع أخيه عبد الله - بعد أبي سلمة بن عبد الأسد - ثاني مهاجر في الإسلام حيث هاجر مع أخيه عبد الله بن جحش، كان أبو أحمد رجلا ضريرا، يطوف مكة طولها وعرضها من غير قائد، لما هاجر كان بيتهم أفضل بيوت مكة فاستولى عليه أبو جهل بن هشام لما مر به مع عتبة بن ربيعة وقال: أصبحت دار بني جحش تبكى أصحابها فاستولى عليها، فشكى عبد الله ذلك لرسول الله، قال: ألا ترضى أن يرزقك الله بيتا في الجنة؟.

### وفاته
وقيل أنه تُوفِّي أبو أحمد بن جحش بعد زينب بنت جحش أُخته زوج رسول الله ﷺ، وكانت وفاتها سنة عشرين.
وقيل: إنه الذي مات فبلغ أخته موته فدعت بطيب فمسته. ووقع في الصحيحين من طريق زينب بنت أم سلمة، قال: دخلتُ على زينب بن جحش حين تُوفي أخوها، فدعَتْ بطيب فمسته ثم قالت: ما لي بالطيب من حاجة، ولكني سمعتُ رسولَ الله صَلَّى الله عليه وسلم يقول: «لاَ يَحِلُّ لامْرأةٍ تُؤمِنُ بِالله وَالْيَوْمِ الآخِرِ أنْ تُحِدَّ عَلَى مَيِّتٍ فَوْقَ ثَلاَثٍ إلاَّ عَلَى زَوْجٍ». ويقوي أنَّ المراد بهذا أبو أحمد أن كلًا مِنْ أخويها عبد الله وعبيد الله مات في حياة النبي ﷺ، أما عبدُ الله المُكَبَّر فاستُشهد بأحد، وأما أخوها عبيد الله المصَغَّر فمات نصرانيًا بأرض الحبشة، وتزوَّج النبيُّ ﷺ إمرأته أم حبيبة بنت أبي سفيان بعده.

## وصلات خارجية
- كتاب السيرة النبوية[وصلة مكسورة]